# Distretto di Mechroha
Il distretto di Mechroha è un distretto della provincia di Souk Ahras, in Algeria.

## Comuni
Il distretto comprende 2 comuni:
- Mechroha
- Hanancha